# Anomochilus weberi
Anomochilus weberi là một loài rắn trong họ Anomochilidae. Loài này được Lidth De Jeude mô tả khoa học đầu tiên năm 1890.